# Baloi Indah
Baloi Indah is een bestuurslaag in het regentschap Batam van de provincie Riouwarchipel, Indonesië. Baloi Indah telt 22.325 inwoners (volkstelling 2010).